# Хоральная синагога Мариуполя
Хоральная синагога Мариуполя — религиозное здание в городе Мариуполь.

## История
Еврейская община Мариуполя молилась в наемных помещениях и только в 1864 году построили синагогу по инициативе ремесленника Абрама Фреймана.
Внутреннее убранство этой первой мариупольской синагоги было сначала крайне примитивным. Позже здесь построили новый синагогальный ковчег для хранения в нём святых свитков торы (один из них чудом сохранился до наших дней и находится в Мариупольском краеведческом музее), устроены скамейки для молящихся, эстрада для чтения в ней по субботам Священного писания и галереи для женщин.
В конце 1880-х годов на здании возвели купол, что отличал синагогу от смежных с ней «рядовых» сооружений. 
Синагога была разрушена во время немецкой оккупации Мариуполя 1941—1943 гг. К 1994 году от неё сохранились только фундамент и арочные ворота. В 1995 году горисполком принял решение о передаче здания флигеля, синагоге еврейской религиозной общины Мариуполя.
К 2020-м годам от здания для молитв остались руины. Они вошли в список исторического наследия, за сохранность которых отвечает муниципалитет.